# Haus Sachsen-Gotha-Altenburg
Das Haus Sachsen-Gotha-Altenburg war ein deutsches Adelsgeschlecht, eine jüngere Nebenlinie der Ernestinischen Wettiner. Es regierte über das Herzogtum Sachsen-Gotha und Altenburg, eines der sogenannten Ernestinischen Herzogtümer auf dem Gebiet des heutigen Bundeslandes Thüringen. Das Aussterben der Dynastie im Jahr 1825 führte zu einer weitgehenden Neuordnung der Thüringischen Staaten.

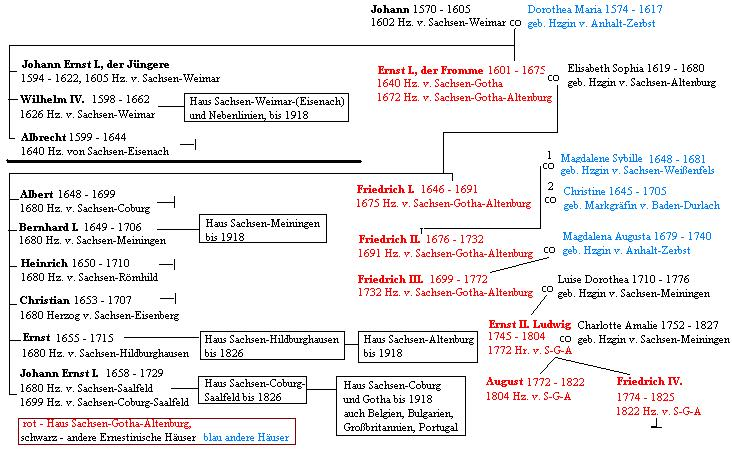
Vereinfachter Stammbaum des Hauses Sachsen-Gotha-Altenburg

## Entstehen
Das Haus Sachsen-Gotha-Altenburg führt sich auf Herzog Ernst I., den Frommen von Sachsen-Gotha (1601–1675) zurück. Dieser war ein jüngerer Sohn des Herzogs Johann von Sachsen-Weimar. 1640 teilte Ernst der Fromme mit seinen Brüdern das väterliche Erbe auf (Ernestinische Teilung), Sachsen-Gotha wurde dabei von Sachsen-Weimar abgetrennt und an Ernst den Frommen übergeben. 1672 starb in Sachsen-Altenburg die dortige Herzogsfamilie aus, das Land wurde daraufhin zwischen Sachsen-Weimar und Sachsen-Gotha geteilt, wobei Sachsen-Gotha den Löwenanteil erhielt. So war das Herzogtum Sachsen-Gotha-Altenburg entstanden, und die Familie Ernst des Frommen nannte sich ab diesem Zeitpunkt nach ihrem Herzogtum.
1680, fünf Jahre nach dem Tode von Ernst dem Frommen, kam es unter seinen Kindern zu einer erneuten Landesteilung (Gothaer Hauptreceß). Altenburg und Gotha blieben dabei in einer Hand und wurden an den ältesten Sohn Ernst des Frommen Friedrich I. vergeben.

## Herzöge von Sachsen-Gotha-Altenburg
| Name                 | Lebensdaten | Regierungsdaten | verheiratet mit | Bemerkungen                                                                 |
| Ernst I., der Fromme | 1601–1675   | 1640–1675       | Elisabeth Sophia, geb. Prinzessin von Sachsen-Altenburg                                                                                            | ab 1640 Herzog von Sachsen-Gotha, ab 1672 auch Herzog von Sachsen-Altenburg |
| Friedrich I.         | 1646–1689   | 1675–1689       | in erster Ehe mit Magdalena Sybille, geb. Prinzessin von Sachsen-Weißenfels, in zweiter Ehe mit Christine, geb. Prinzessin von Baden-Durlach       |                                                                             |
| Friedrich II.        | 1676–1732   | 1689–1732       | Magdalena Augusta, geb. Prinzessin von Anhalt-Zerbst                                                                                               |                                                                             |
| Friedrich III.       | 1699–1772   | 1732–1772       | Luise Dorothea, geb. Prinzessin von Sachsen-Meiningen                                                                                              |                                                                             |
| Ernst II. Ludwig     | 1745–1804   | 1772–1804       | Charlotte Amalie, geb. Prinzessin von Sachsen-Meiningen                                                                                            |                                                                             |
| August               | 1772–1822   | 1804–1822       | in erster Ehe mit Luise Charlotte, geb. Prinzessin von Mecklenburg-Schwerin, in zweiter Ehe mit Karoline Amalie, geb. Prinzessin von Hessen-Kassel |                                                                             |
| Friedrich IV.        | 1774–1825   | 1822–1825       | | mit seinem Tod Aussterben des Hauses Sachsen-Gotha-Altenburg                |

## Aussterben und Nachfolger
Die letzten beiden Herrscher aus dem Geschlecht Sachsen-Gotha-Altenburg starben ohne männlichen Nachfolger. Herzog August hatte nur eine Tochter, sein Bruder Herzog Friedrich IV.starb unvermählt und kinderlos. Das Aussterben des Hauses ist auch auf die mangelnde Dotierung der Apanagen nichtregierender Hausangehöriger zurückzuführen. Friedrich IV. konnte als nachgeborener mangels hinreichender Apanage durch Ernst II. keine Ehe eingehen. Zum unerwarteten Regierungsantritt nach dem Tode seines älteren Bruders war er bereits 47 Jahre alt und aufgrund einer Verwundung stark geschwächt. Die nicht zustande gekommene Ehe von Johann Adolf von Sachsen-Gotha-Altenburg mit Ernestine Albertine, Tochter von Ernst August I. von Sachsen-Weimar-Eisenach ist nicht zuletzt auf die mangelnde Protektion seines regierenden Bruders Friedrich III. zurückzuführen, so dass Johann Adolf eine nichtstandesgemäße Ehe einging und sein männlicher Nachkomme nach Hausrecht illegitim war.
Nach dem Tode von Friedrich IV. folgten langwierige Erbstreitigkeiten unter den übrigen ernestinischen Fürstenhäusern, die schließlich durch einen Schiedsspruch König Friedrich August I., des Gerechten von Sachsen gelöst wurden (Teilungsvertrag zu Hildburghausen). Sachsen-Gotha-Altenburg wurde geteilt, Altenburg fiel an den Herzog von Sachsen-Hildburghausen, während Gotha an den Herzog von Sachsen-Coburg-Saalfeld fiel, der allerdings auf Saalfeld verzichten musste, so dass das neue Herzogtum Sachsen-Coburg und Gotha entstand.

## Stammliste
Das Haus Sachsen-Gotha-Altenburg war eine Nebenlinie des Hauses Sachsen-Weimar. Aus dem Haus Sachsen-Gotha-Altenburg wiederum gingen ebenfalls durch Erbteilung mehrere jüngere Nebenlinien hervor: das Haus Sachsen-Meiningen, das Haus Sachsen-Hildburghausen (ab 1826 Haus Sachsen-Altenburg, 1991 erloschen) sowie das Haus Sachsen-Coburg-Saalfeld (ab 1826 Haus Sachsen-Coburg und Gotha, seinerseits mit den Linien Haus Windsor, Sachsen-Coburg-Koháry u. a.).